# Szentesi Zöldi László
Szentesi Zöldi László (Szentes, 1970. április 17. –) magyar konzervatív újságíró. Szerkesztő-riporterként és újságíróként dolgozott a Magyar Televízióban (1993-tól a Panorámánál), a Duna Televízióban, a Magyar Nemzetnél és a Magyar Hírlapnál. Jelenleg a Magyar Nemzet szerkesztője. 2018 tavaszán ideiglenesen az Echo TV Keménymag című műsorának műsorvezetője, majd Lovas István halála után egy ideig a Sajtóklub állandó tagja volt.

## Pályafutása
Mivel újságírói pályafutása kezdetén már volt egy Zöldi László nevű újságíró, ezért megkülönböztetésképpen először Chrudinák Alajos javaslatára a Szentesi Lászlót kezdte használni, később Szentesi Zöldi László lett. 
Szentesi Zöldi László huszonhárom évesen, a Magyar Televízióban kezdte pályafutását, filmeket készített a Panorámába és más külpolitikai műsorokba. 1993-94-ben szerkesztette és vezette a Magyarok című műsort. A Duna Televízió munkatársaként 1994-től is több dokumentumfilmet rendezett. A Betyárok csillaga Rózsa Sándor emlékezetét idézi Csongrád megyében. Észak-Írországban forgatta Véres vasárnapok című dokumentumfilmjét, ez a harminc évig húzódó északír polgárháború eseménytörténetét, kilátásait vizsgálja. A 2000-es évek elejétől az írott sajtóban dolgozott, először a Magyar Nemzet újságírójaként, majd a Magyar Hírlap főszerkesztő-helyetteseként részt vett a Gyurcsány-időszak ellenzéki sajtómunkájában. A Demokrata főmunkatársa is volt, ma elsősorban publicistaként ismert, a Magyar Nemzet lapszerkesztőjeként 
vezércikkeket és publicisztikákat ír.[forrás?]
1999 óta néprajzi, történelmi, külpolitikai  tárgyú könyvei jelentek meg. Érdeklődik a gasztronómia iránt, székely és török szakácskönyvet is írt. Fontos számára a futball, a Ferencváros szurkolója. A hazai rockzene is közel áll hozzá, klipeket és dokumentumfilmeket készített a P. Mobil zenekarnak, megírta Rudán Joe életrajzi könyvét.

## Művei
- Rózsa Sándor (1999)
- Véres vasárnapok - Polgárháború Észak-Írországban (2003)
- Rózsa Sándor – legenda és valóság (2006)
- Nagy magyar betyárkönyv (2009)
- Hídavatás (2011)
- Vörösterror Szolnokon (2011)
- Székelyföldi vendégség (2012)
- Isztambuli vendégség (2014)
- Az alföldi csárda (2015)
- A mindenség visszaperlése (2020)
- Lövés Szarajevóban (2021)
- Rudán Joe (2021)
- Elsüllyedt világ (2024)

## Portréfilm
- Őszintén – Szentesi Zöldi László (2019)

## Díjai
- Csongrád Megye Sajtódíja (2015)
- Csengery Antal Díj (2015)
- Jótollú magyar újságíró-díj (2020)
- Lovas István-sajtódíj (2020)
- Táncsics Mihály-díj (2024)[2]